# 心理操縱

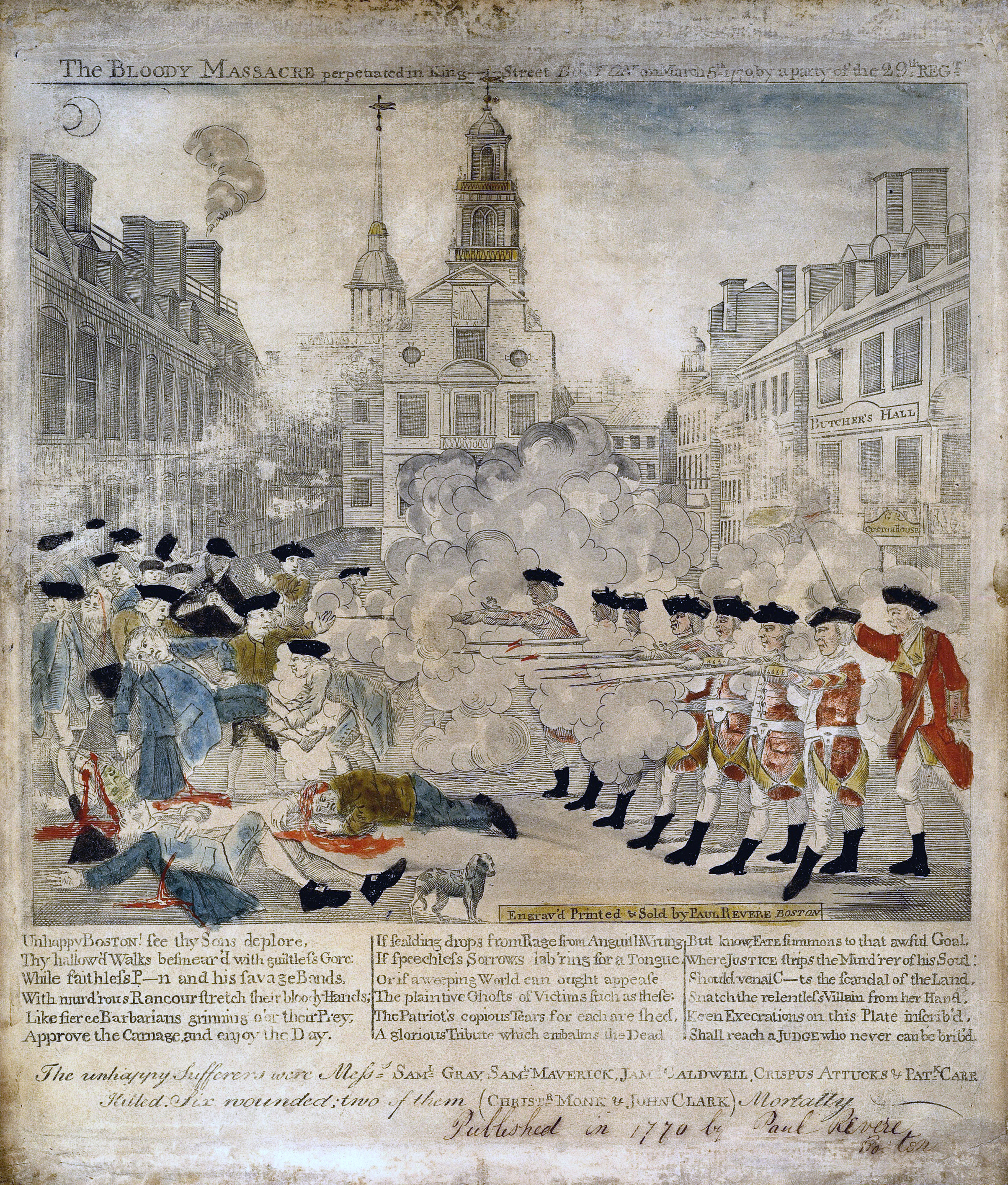
波士顿大屠杀（1770年3月5日）耸人听闻的写照：在美国独立战争之前，这种图像被用来滋生不满情绪，并促进北美殖民者团结，反对英国王室。

心理操縱（英語：psychological manipulation）是一种社會影響力，这种社會影響力通過欺騙和卑鄙的手段，甚至是辱罵的戰術去改變别人的想法。由于这些方法通常将操纵者的利益建立在其他人的代价之上，它们通常会被认为带有剥削、虐待、歪曲和欺骗的性质。權術與心機和心理操縱相關。
社会影响力不一定是负面的。例如，醫生可以嘗試說服患者改變不良的生活習慣。一般认为，当使用社会影响力的人尊重被影响的人接受和拒绝的权利时，社会影响力是无害的。不過根據不同的情况和動機，社會影響力可能構成操縱者的卑鄙操縱。

## 心理操纵的条件
心理学者George K. Simon指出，成功的心理操纵主要需要操纵者：
1. 隐瞒侵略意图和行为。
2. 知道受害者的心理弱点来确定哪些策略可能是最有效的。
3. 足够无情，因此不会担心对受害者造成伤害。